# 栄浜村
栄浜村（さかえはまむら）は、日本の領有下において樺太に存在した村（指定町村）。
現状に関してはスタロドゥプスコエの項目を参照。

## 概要
- オホーツク海に面し、豊栄郡落合町を取り囲む形で位置していた。
- 1902年にブロニスワフ・ピウスツキが同地のアイヌの集落アイ（日本名：相浜[2]）に住み、樺太アイヌの女性、チュフサンマと結婚。日露戦争勃発後の1904年まで滞在していた。
- 1923年8月に宮沢賢治が当地を訪れている。詩「オホーツク挽歌」（詩集『春と修羅』所収）および童話「サガレンと八月」は、村内の海岸が舞台と見られている。
- 村内には東京帝国大学の演習林が存在した。

## 歴史
- 1915年（大正4年）6月26日 - 「樺太ノ郡町村編制ニ関スル件」（大正4年勅令第101号）の施行により、栄浜村、福浜村、富浜村が行政区画として発足。栄浜郡に所属し、豊原支庁が管轄。
- 1923年（大正12年）4月1日 - 福浜村・富浜村（大字小田寒󠄁字󠄀真苫を除く）が栄浜村に合併。
- 1929年（昭和4年）7月1日 - 樺太町村制の施行により二級町村となる。
- 1937年（昭和12年）7月1日 - 豊原支庁が豊栄支庁に改称。
- 1942年（昭和17年）11月 - 所属郡が豊栄郡に、管轄支庁が豊原支庁にそれぞれ変更。
- 1943年（昭和18年）4月1日
  - 「樺太ニ施行スル法律ノ特例ニ関スル件」（大正9年勅令第124号）が廃止され、内地編入。
  - 指定町村となる。
- 1945年（昭和20年）8月22日 - ソビエト連邦により占拠される。
- 1949年（昭和24年）6月1日 - 国家行政組織法の施行のため法的に樺太庁が廃止。同日栄浜村廃止。

## 村内の地名
| - 栄浜 - 新栄浜 - 内淵（ないぶち） - 北踏辺（きたふんべ） - 北負咲（きたおぶさき） - 察札（さつさつ） - 魯礼（ろれい） - 北木名（きたきな） - 落歩（おちほ） - 押江（おしえ） | - 埼沢（さきざわ） - 野高（のだか） - 利耶累（りやるい） - 幌奈（ほろな） - 島矢（しまや） - 柏浜（かしわはま） - 古河口（ふるかわぐち） - 古河尻（ふるかわじり） - 白鳥（はくちょう） |

旧福浜村地域
| - 宗運（そううん） - 南木名（みなみきな） - 歌泊（うたどまり） - 北藻入（きたもいれ） - 野寒（のっさむ） | - 南踏辺（みなみふんべ） - 犬主（いぬぬし） - 綾牛（あやうし） - 亜南（あなん） - 島古丹（しまこたん） |

旧富浜村地域
| - 小田寒（おださむ） - 北板田（きたいただ） - 白浜（しらはま） - 相浜（あいはま） - 富浜（とみはま） | - 曲瀬（きょくせ） - 亜宝（あたから） - 日和岡（ひよりおか） - 柳沢（やなぎさわ） |

（）

## 地域

### 教育
以下の学校一覧は1945年（昭和20年）4月1日現在のもの。
- 樺太公立栄浜国民学校
- 樺太公立崎沢国民学校
- 樺太公立野寒国民学校
- 樺太公立新栄浜国民学校
- 樺太公立相浜国民学校
- 樺太公立相浜第一国民学校
- 樺太公立白鳥国民学校
- 樺太公立富浜国民学校
- 樺太公立白浜国民学校
- 樺太公立小田寒国民学校